# Mychajlo Petryckyj
Mychajlo Petryckyj, ukrajinsky Михайло Петрицький (5. listopadu 1865 Kopyčynci – únor 1921 Charkov), byl rakouský politik ukrajinské (rusínské) národnosti z Haliče, na počátku 20. století poslanec Říšské rady.

## Biografie
Pocházel z měšťanské rodiny. Jeho starší bratr Petro Petryckyj byl řeckokatolickým duchovním a veřejným činitelem. Mychajlo vystudoval učitelský ústav v Ternopilu. Krátce pracoval jako učitel na základní škole, ale pak absolvoval obchodní akademii ve Lvově a byl aktivní v podnikání. Ve Lvově obchodoval se stříbrem. Patřil mezi nejbohtatší a nejvlivnější obchodníky v regionu. Podílel se na zakládání ukrajinských spolků, podporoval školství.
V době svého působení v parlamentu je uváděn jako redaktor v obci Kopyčynci. Veřejně a politicky se angažoval. Vydával list Hajdamaky. Od roku 1890 byl členem Ukrajinské radikální strany. Od roku 1907 patřil do Ukrajinské národně demokratické strany. V roce 1902 se podílel na organizování velké rolnické stávky v kopyčynském regionu.
Působil také coby poslanec Říšské rady (celostátního parlamentu Předlitavska), kam usedl ve volbách do Říšské rady roku 1907, konaných poprvé podle všeobecného a rovného volebního práva. Byl zvolen za obvod Halič 70. Mandát obhájil ve volbách do Říšské rady roku 1911.
V době svého působení na Říšské radě je uváděn coby zástupce Ukrajinské národně demokratické strany. Po volbách roku 1907 byl uváděn coby člen poslaneckého Rusínského klubu. Po volbách roku 1911 patřil mezi nezařazené poslance.
Za první světové války byl členem Ukrajinské národní rady ve Vídni. Po válce, v době krátké existence Západoukrajinské lidové republiky, byl členem prozatímního zákonodárného sboru tohoto ukrajinského státního útvaru. Zároveň byl staršinou v ukrajinské haličské armádě. Zemřel roku 1921 Charkově v zajetí bolševiků. Byl zastřelen.